# Liga LGT 2010
La temporada 2010 de la Liga LGT fue la octava edición de la competición de traineras organizada por la Liga Gallega de Traineras. Compitieron 17 equipos encuadrados en un único grupo. La temporada regular comenzó el 13 de junio en Ares (La Coruña) y terminó el 29 de agosto en Villajuán (Pontevedra). Posteriormente, se disputó el play-off para el ascenso a la Liga ACT.

## Sistema de competición
La Liga LGT estuvo compuesta por un único grupo que disputó un calendario de regatas durante la fase regular. Al finalizar dicho calendario y para decidir los ascensos y descensos entre la Liga ACT y la Liga LGT se disputó un play-off de ascenso a Liga ACT en el que se compitió por 2 plazas en la Liga ACT entre el penúltimo clasificado de dicha competición, ya que el último desciende directamente, los 2 primeros de la Liga LGT y los 2 primeros del Grupo 1 de la Liga ARC.
Las regatas de disputaron en tandas en líneas con cuatro, cinco o seis calles excepto la primera jornada del Trofeo Teresa Herrera que se compitió en modalidad contrarreloj. En todos los casos la distancia a bogar en cada regata fue de 3 millas náuticas que equivalen a 5556 metros.

## Calendario

### Temporada regular
Las siguientes regatas tuvieron lugar en 2010.
| Orden | Regata                                 | Fecha        | Hora  | Localidad            | Provincia  |
| ----- | -------------------------------------- | ------------ | ----- | -------------------- | ---------- |
| 1     | III Bandera Concejo de Ares            | 13 de junio  | 11:30 | Ares                 | La Coruña  |
| 2     | V Bandera Concejo de Muros             | 20 de junio  | 11:30 | Esteiro              | La Coruña  |
| 3     | XXIV Bandera de Redondela              | 3 de julio   | 17:30 | Chapela              | Pontevedra |
| 4     | XXIII Bandera Concejo de Cangas        | 10 de julio  | 17:30 | Cangas de Morrazo    | Pontevedra |
| 5     | XX Bandera Concejo de Oleiros          | 11 de julio  | 11:30 | Santa Cristina       | La Coruña  |
| 6     | VIII Bandera Concejo de Poyo           | 17 de julio  | 17:30 | Poyo                 | Pontevedra |
| 7     | XXVI Bandera Concejo de El Grove       | 18 de julio  | 11:30 | El Grove             | Pontevedra |
| 8     | XXVI Bandera Concejo de La Guardia     | 24 de julio  | 17:30 | La Guardia           | Pontevedra |
| 9     | XVIII Bandera Concejo de Vigo          | 25 de julio  | 11:30 | Vigo                 | Pontevedra |
| 10    | IX Trofeo Teresa Herrera (1.ª jornada) | 31 de julio  | 17:30 | La Coruña            | La Coruña  |
| 11    | IX Trofeo Teresa Herrera (2.ª jornada) | 1 de agosto  | 11:30 | La Coruña            | La Coruña  |
| 12    | VI Bandera Concejo de Rianjo           | 14 de agosto | 17:30 | Rianjo               | La Coruña  |
| 13    | XXVII Bandera Concejo de Moaña         | 15 de agosto | 11:30 | Meira                | Pontevedra |
| 14    | VII Bandera Concejo de Ferrol          | 21 de agosto | 17:30 | Playa de San Xurxo   | La Coruña  |
| 15    | XX Bandera Concejo de Boiro            | 22 de agosto | 11:30 | Boiro                | La Coruña  |
| 16    | V Bandera Concejo de Puebla            | 28 de agosto | 17:30 | Puebla del Caramiñal | La Coruña  |
| 17    | XVI Bandera Concejo de Villagarcía     | 29 de agosto | 11:30 | Villajuán            | Pontevedra |

### Play-off de ascenso a Liga ACT
| Orden | Regata      | Fecha         | Hora  | Provincia |
| ----- | ----------- | ------------- | ----- | --------- |
| 1     | Bermeo      | 18 septiembre | 16:30 | Vizcaya   |
| 2     | Portugalete | 19 septiembre | 12:00 | Vizcaya   |

## Traineras participantes
| Equipo          | Nombre de la Trainera     | Localidad            | Provincia  | Localización de los equipos |
| --------------- | ------------------------- | -------------------- | ---------- | --- |
| Esteirana       | Esteirana                 | Esteiro              | La Coruña  | Esteirana Puebla Cabo Robaleira Amegrove Mecos Coruxo Vigo Rianxo Cangas Samertolameu Vilaxoán Chapela As Xubias Perillo A Cabana Ares |
| Puebla          | Carmela                   | Puebla del Caramiñal | La Coruña  | Esteirana Puebla Cabo Robaleira Amegrove Mecos Coruxo Vigo Rianxo Cangas Samertolameu Vilaxoán Chapela As Xubias Perillo A Cabana Ares |
| Cabo de Cruz    | Cabo da Cruz              | Boiro                | La Coruña  | Esteirana Puebla Cabo Robaleira Amegrove Mecos Coruxo Vigo Rianxo Cangas Samertolameu Vilaxoán Chapela As Xubias Perillo A Cabana Ares |
| Robaleira       | Virxe do Carme            | La Guardia           | Pontevedra | Esteirana Puebla Cabo Robaleira Amegrove Mecos Coruxo Vigo Rianxo Cangas Samertolameu Vilaxoán Chapela As Xubias Perillo A Cabana Ares |
| Amegrove        | Pabliño                   | El Grove             | Pontevedra | Esteirana Puebla Cabo Robaleira Amegrove Mecos Coruxo Vigo Rianxo Cangas Samertolameu Vilaxoán Chapela As Xubias Perillo A Cabana Ares |
| Mecos           | Mequiña                   | El Grove             | Pontevedra | Esteirana Puebla Cabo Robaleira Amegrove Mecos Coruxo Vigo Rianxo Cangas Samertolameu Vilaxoán Chapela As Xubias Perillo A Cabana Ares |
| Coruxo          | Fontaíña                  | Vigo                 | Pontevedra | Esteirana Puebla Cabo Robaleira Amegrove Mecos Coruxo Vigo Rianxo Cangas Samertolameu Vilaxoán Chapela As Xubias Perillo A Cabana Ares |
| Náutico de Vigo | Real Club Náutico de Vigo | Vigo                 | Pontevedra | Esteirana Puebla Cabo Robaleira Amegrove Mecos Coruxo Vigo Rianxo Cangas Samertolameu Vilaxoán Chapela As Xubias Perillo A Cabana Ares |
| Rianxo          | Concello de Rianxo        | Rianjo               | La Coruña  | Esteirana Puebla Cabo Robaleira Amegrove Mecos Coruxo Vigo Rianxo Cangas Samertolameu Vilaxoán Chapela As Xubias Perillo A Cabana Ares |
| Vila de Cangas  | Balea                     | Cangas de Morrazo    | Pontevedra | Esteirana Puebla Cabo Robaleira Amegrove Mecos Coruxo Vigo Rianxo Cangas Samertolameu Vilaxoán Chapela As Xubias Perillo A Cabana Ares |
| Samertolameu    | A Terca                   | Meira                | Pontevedra | Esteirana Puebla Cabo Robaleira Amegrove Mecos Coruxo Vigo Rianxo Cangas Samertolameu Vilaxoán Chapela As Xubias Perillo A Cabana Ares |
| Vilaxoán        | A Revenida                | Villajuán de Arosa   | Pontevedra | Esteirana Puebla Cabo Robaleira Amegrove Mecos Coruxo Vigo Rianxo Cangas Samertolameu Vilaxoán Chapela As Xubias Perillo A Cabana Ares |
| Chapela         | Arealonga                 | Redondela            | Pontevedra | Esteirana Puebla Cabo Robaleira Amegrove Mecos Coruxo Vigo Rianxo Cangas Samertolameu Vilaxoán Chapela As Xubias Perillo A Cabana Ares |
| As Xubias       | As Xubias                 | Las Jubias           | La Coruña  | Esteirana Puebla Cabo Robaleira Amegrove Mecos Coruxo Vigo Rianxo Cangas Samertolameu Vilaxoán Chapela As Xubias Perillo A Cabana Ares |
| Perillo-Salgado | Perillo                   | Perillo              | La Coruña  | Esteirana Puebla Cabo Robaleira Amegrove Mecos Coruxo Vigo Rianxo Cangas Samertolameu Vilaxoán Chapela As Xubias Perillo A Cabana Ares |
| A Cabana        | Albatros                  | La Cabana            | La Coruña  | Esteirana Puebla Cabo Robaleira Amegrove Mecos Coruxo Vigo Rianxo Cangas Samertolameu Vilaxoán Chapela As Xubias Perillo A Cabana Ares |
| Ares            | Santa Olalla de Lubre     | Ares                 | La Coruña  | Esteirana Puebla Cabo Robaleira Amegrove Mecos Coruxo Vigo Rianxo Cangas Samertolameu Vilaxoán Chapela As Xubias Perillo A Cabana Ares |

Los clubes participantes están ordenados geográficamente, de oeste a este.

### Equipos por provincia
| Provincia  | N. | Equipos                                                                                              |
| ---------- | -- | --- |
| Pontevedra | 9  | Amegrove, Chapela, Coruxo, Mecos, Náutico de Vigo, Robaleira, Samertolameu, Vila de Cangas, Vilaxoán |
| La Coruña  | 8  | A Cabana, Ares, As Xubias, Cabo da Cruz, Esteirana, Perillo-Salgado, Puebla, Rianxo                  |

### Ascensos y descensos
| Pos. | Descendido de Liga ACT 2009 |
| ---- | --------------------------- |
| 11.º | Samertolameu                |

| Pos. | Nueva inscripción |
| ---- | ----------------- |
| -    | As Xubias         |
| -    | Robaleira         |

     Descenso después de play-off.

     Nueva inscripción.

## Clasificación

### Temporada regular
A continuación se recoge la clasificación en cada una de las regatas disputadas.

#### Puntuaciones
Los puntos se reparten entre los diecisiete participantes en cada regata.
| Posición | 1.º | 2.º | 3.º | 4.º | 5.º | 6.º | 7.º | 8.º | 9.º | 10.º | 11.º | 12.º | 13.º | 14.º | 15.º | 16.º | 17.º |
| -------- | --- | --- | --- | --- | --- | --- | --- | --- | --- | ---- | ---- | ---- | ---- | ---- | ---- | ---- | ---- |
| Puntos   | 17  | 16  | 15  | 14  | 13  | 12  | 11  | 10  | 9   | 8    | 7    | 6    | 5    | 4    | 3    | 2    | 1    |

#### Resultados por regata
| Pos. | Club            | Trainera                  | 1 ARE | 2 MUR | 3 RED | 4 CAN | 5 OLE | 6 POY | 7 GRO | 8 GUA | 9 VIG | 10 TE1 | 11 TE2 | 12 RIA | 13 MOA | 14 FER | 15 BOI | 16 PUE | 17 VIL | Puntos |
| ---- | --------------- | ------------------------- | ----- | ----- | ----- | ----- | ----- | ----- | ----- | ----- | ----- | ------ | ------ | ------ | ------ | ------ | ------ | ------ | ------ | ------ |
| 1    | Amegrove        | Pabliño                   | 4     | 4     | 1     | 2     | 1     | 1     | 3     | 1     | 3     | 2      | 3      | 1      | 1      | 3      | 3      | 4      | 1      | 268    |
| 2    | Samertolameu    | Meira Mar                 | 1     | 1     | 4     | 1     | 3     | 5     | 1     | 5     | 1     | 1      | 2      | 5      | 6      | 1      | 4      | 6      | 5      | 254    |
| 3    | Cabo de Cruz    | Cabo da Cruz              | 5     | 7     | 3     | 3     | 5     | 4     | 4     | 3     | 5     | 5      | 1      | 2      | 2      | 2      | 1      | 1      | 4      | 249    |
| 4    | Chapela         | Arealonga                 | 3     | 2     | 2     | 4     | 4     | 2     | 8     | 2     | 4     | 3      | 4      | 7      | 4      | 5      | 8      | 3      | 2      | 239    |
| 5    | Náutico de Vigo | Real Club Náutico de Vigo | 2     | 3     | 6     | 5     | 2     | 3     | 5     | 4     | 2     | 4      | 7      | 6      | 3      | 4      | 2      | 2      | 7      | 239    |
| 6    | Mecos           | Mequiña                   | 7     | 5     | 5     | 6     | 7     | 7     | 2     | 7     | 6     | 6      | 5      | 3      | 5      | 6      | 6      | 7      | 3      | 213    |
| 7    | Vilaxoan        | A Revenida                | 6     | 6     | 8     | 8     | 6     | 8     | 6     | 8     | 8     | 7      | 6      | 10     | 7      | 7      | 7      | 8      | 8      | 182    |
| 8    | Perillo-Salgado | Perillo                   | 11    | 11    | 7     | 9     | 10    | 6     | 7     | 6     | 7     | 8      | 8      | 4      | 8      | 8      | 5      | 5      | 6      | 180    |
| 9    | A Cabana        | Albatros                  | 9     | 10    | 10    | 10    | 11    | 10    | 9     | 9     | 11    | 9      | 10     | 12     | 11     | 9      | 12     | 11     | 13     | 130    |
| 10   | Ares            | Santa Olalla de Lubre     | 8     | 8     | 12    | 7     | 9     | 9     | 11    | 11    | 13    | 12     | 12     | 15     | 12     | 11     | 13     | 9      | 10     | 124    |
| 11   | Robaleira       | Virxe do Carme            | 10    | 9     | 9     | 13    | 12    | 12    | 10    | 10    | 10    | 13     | 13     | 11     | 14     | 12     | 11     | 10     | 9      | 118    |
| 12   | Coruxo          | Fontaíña                  | 12    | 13    | 14    | 11    | 13    | 13    | 13    | 13    | 9     | 10     | 9      | 8      | 9      | 10     | 9      | 12     | 11     | 117    |
| 13   | Esteirana       | Esteirana                 | 14    | 12    | 11    | 12    | 8     | 11    | 14    | 12    | 14    | 11     | 11     | 9      | 13     | 13     | 10     | 15     | 12     | 104    |
| 14   | Vila de Cangas  | Balea                     | 13    | 16    | 13    | 14    | 14    | 14    | 12    | 15    | 12    | 15     | 14     | DSQ    | 10     | DNP    | 15     | 13     | 14     | 67     |
| 15   | Puebla          | Carmela                   | 15    | 14    | 15    | 15    | 16    | 15    | 15    | 16    | 15    | 14     | 15     | 13     | 15     | 14     | 14     | 14     | 15     | 56     |
| 16   | Rianxo          | Concello de Rianxo        | 16    | 17    | 17    | 16    | 17    | 17    | 16    | 14    | 16    | 17     | 17     | 14     | 16     | 15     | 16     | 17     | 17     | 31     |
| 17   | As Xubias       | As Xubias                 | 17    | 15    | 16    | 17    | 15    | 16    | 17    | 17    | 17    | 16     | 16     | 16     | 17     | 16     | 17     | 16     | 16     | 29     |

| Color     | Resultado                        |
| --------- | -------------------------------- |
| Oro       | Ganador                          |
| Plata     | Segundo                          |
| Bronce    | Tercero                          |
| Verde     | Puntuó                           |
| Negro     | DSQ - Descalificada              |
| Sin color | DNP - Inscrito pero no participó |

La trainera de Vila de Cangas fue descalificada en la VI Bandera Concejo de Rianjo por dejar la baliza de meta por estribor. Se la asigna un punto.

#### Palmarés
| Pos. | Club            | Victorias | Segundas | Terceras | Puntos | Ascenso o descenso  |
| ---- | --------------- | --------- | -------- | -------- | ------ | ------------------- |
| 1    | Amegrove        | 7         | 2        | 5        | 268    | Play-off de ascenso |
| 2    | Samertolameu    | 7         | 1        | 1        | 254    | Play-off de ascenso |
| 3    | Cabo de Cruz    | 3         | 3        | 3        | 249    |                     |
| 4    | Chapela         | -         | 5        | 3        | 239    |                     |
| 5    | Náutico de Vigo | -         | 5        | 3        | 239    |                     |
| 6    | Mecos           | -         | 1        | 2        | 213    |                     |
| 7    | Vilaxoan        | -         | -        | -        | 182    |                     |
| 8    | Perillo-Salgado | -         | -        | -        | 180    |                     |
| 9    | A Cabana        | -         | -        | -        | 130    |                     |
| 10   | Ares            | -         | -        | -        | 124    |                     |
| 11   | Robaleira       | -         | -        | -        | 118    |                     |
| 12   | Coruxo          | -         | -        | -        | 117    |                     |
| 13   | Esteirana       | -         | -        | -        | 104    |                     |
| 14   | Vila de Cangas  | -         | -        | -        | 67     |                     |
| 15   | Puebla          | -         | -        | -        | 56     |                     |
| 16   | Rianxo          | -         | -        | -        | 31     |                     |
| 17   | As Xubias       | -         | -        | -        | 29     |                     |

### Play-off de ascenso a Liga ACT
Amegrove renunció a participar en el  play-off de ascenso al no tener garantías de disponer del número de remeros exigidos por la Liga ACT.
Los puntos se reparten entre los cuatro participantes en cada regata.
| Posición | 1.º | 2.º | 3.º | 4.º |
| -------- | --- | --- | --- | --- |
| Puntos   | 4   | 3   | 2   | 1   |

| Pos. | Club                 | Trainera          | 1 BER | 2 POR | Puntos | Ascenso o descenso    |
| ---- | -------------------- | ----------------- | ----- | ----- | ------ | --------------------- |
| 1    | Zumaia-Altuna y Uría | Telmo Deun        | 1     | 1     | 8      | Permanece en Liga ACT |
| 2    | Camargo              | Virgen del Carmen | 2     | 2     | 6      | Asciende a Liga ACT   |
| 3    | Samertolameu         | Meira Mar         | 3     | 3     | 5      | Permanece en Liga LGT |
| 4    | Santurtzi-Iberdrola  | Sotera            | 4     | 4     | 2      | Permanece en Liga ARC |